# シモン・アンドラーシュ
シモン・アンドラーシュ（Simon András、1990年3月30日 - ）は、ハンガリー・シャルゴータルヤーン出身のサッカー選手。ジェールETO FC所属。ポジションはFW。
シモン・アーダームとは双子の兄弟の間柄。

## 経歴
MTKでプロデビューを果たして間もなく才能に目を付けたイングランドのリヴァプールFCにチームメートのネーメト・クリスティアーンと共に移籍した。リザーブチームのタイトル獲得や、ハンガリーユース代表の上位進出に貢献したもののリヴァプールFCでのトップチーム出場は無く、2009年8月にスペイン・セグンダ・ディビシオンのコルドバCFに期限付き移籍。2011年にはリヴァプールとの契約を解除した。